# Kråksmåla kyrka
Kråksmåla kyrka är en kyrkobyggnad i Kråksmåla i Växjö stift. Den är församlingskyrka i Kråksmåla församling.

## Kyrkobyggnaden
Kyrkan är en spånklädd fyrkantig timmerkyrka med tresidiga utbuktningar. Byggnationen inleddes 1761 under ledning av Magnus Svensson. På platsen stod tidigare ett kapell. Kyrkan, vilken har Näshults kyrka som förlaga, invigdes 1762. Kyrkan består av ett långhus som uppförts i liggtimmer med en rakslutande korvägg i öster och sakristia  i norr. Två vapenhus, det ena i väster och det andra på långhusets södra sida, har byggts i skiftesverkskonstruktion. Kyrkans interiör är av salkyrkokaraktär med platt trätak. Tidigare var kyrkans tak försett med målningar som utfördes år 1766 av målargesäll Zelander på uppdrag av kronolänsman Samuel Nobenschöll. År 1839, sannolikt i samband med kyrkans renovering, skrapades flertalet av dessa bort, kyrkan vitmålades och den enda kvarvarande väggmålningen, altartavlan, doldes bakom en tavla. Tavlan togs sedermera bort och den på väggen målade altartavlan framtogs.  I samband med en renovering på 1830-talet vidgades fönstren. .

## Inventarier
Det finns en medeltida träskulptur, föreställande Sankt Göran och draken. Birgittaskåpet är tillverkat under 1400-talets senare del av Lübecksbildhuggaren Stenrath. Dopskålen är tillverkad av Sven Palmqvist vid Orrefors glasbruk och inköptes 1956. Skulpturen i Birgittaskåpet avbildas på ett svenskt frimärke från 2003..Bland övriga medeltida inventarier finns två Madonnabilder från 1400-talet, varav den ena anses vara ett rhenländskt arbete, medan den andra är överslammad med vit färg. Ett krucifix  dateras till 1500-talet. Kyrkans altartavla är som ovan  nämnt målad direkt på korväggen. Tavlan har ett korsfästelsemotiv och omges av dekor i form av draperimåningar. Den är troligen utförd av Johan Hindrik Wadstens gesäll Zelander. Den nuvarande predikstolen, som innehåller delar från en äldre predikstol, tillkom 1839. Den slutna bänkinredningen från kyrkans byggnadstid finns delvis kvar, liksom läktarbarriären. Vid renoveringen 1954 ersattes altarringen av en helt ny, tresidig med speglar i fälten.

## Orgel

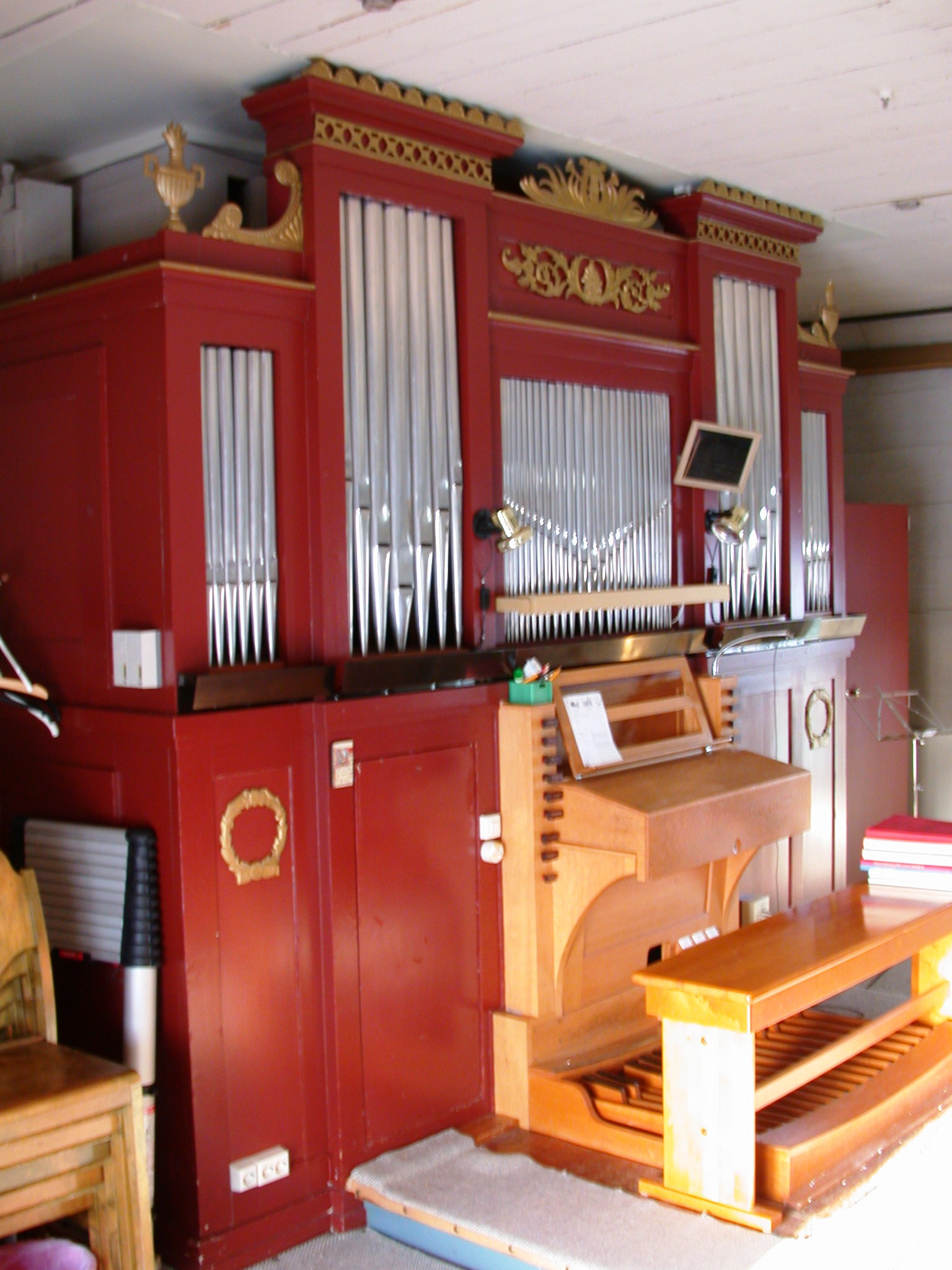
Orgeln med Johannes Magnussons fasad från 1846

- 1759 flyttades en orgel hit från Virserums kyrka.[5]
- 1846 byggde Johannes Magnusson, Lemnhult en orgel med 10 stämmor.
- 1918 byggde Åkerman & Lund, Sundbyberg en orgel med 12 stämmor.
- Orgeln nytillverkades 1955 av Nils Hammarberg i Göteborg, men har kvar sin originalfasad från 1846 utförd av orgelbyggaren Johannes Magnusson. Orgeln är mekanisk.

| Ryggpositiv I  | Svällverk II | Pedal        | Koppel |
| Rörflöjt 8´    | Gedackt 8´   | Subbas 16´   | I/P    |
| Principal 4´   | Rörflöjt 4´  | Principal 8´ | II/P   |
| Gedaktflöjt 4´ | Principal 2´ | Koralbas 4´  | II/I   |
| Waldflöjt 2´   | Nasat 1 1⁄3' |              |        |
| Mixtur IV      | Scharf III   |              |        |
| Skalmeja 8'    | Tremulant    |              |        |
| Tremulant      |              |              |        |

## Klockstapeln och klockorna
Klockstapeln är äldre än den nuvarande kyrkan. Den omnämns 1736, då sockenstämman diskuterade hur stapeln skulle repareras. Den äldsta av de fyra klockorna bär inskriften "Holmia me fundebat Johan Meyer anno 1667". Enligt obestyrkt tradition är den skänkt av drottning Kristina.

## Series Pastorum
Ett stort antal präster har tjänstgjort i församlingen:
| - Sveno Torkili (omnämnd 1572) - Petrus Petri (1592-1627) - Johannes Nicolai - Gislo Halvardi (1624-1626) - Johannes Benedicti (1640-1679) - Sven Wellin (1677-1698) - Nils de la Roche (1698-1712) - Johan Spolin (1712-1729) - Samuel Frigelius (1731-1736) - Nils Montelius (1736-1741) - Israel Mathias Starbeckius (1741-1768), sedan kyrkoherde i Fagerhult till 1772 - Peter Linnerus (1768-1787) - Georg Melin (1790-1809) - Erik Andrén (1812-1814) - Nils Samuel Runemark (1814-1821) - Johan Lorenz Brunsberg (1822-1833) - Nils Granlund (1834-1846) - Per August Bersén (1846-1848) - Johan Gustaf Björklund (1850-1863) | - Nils Fredrik Wahlström (1863-1869) - Carl Ludvig Carlsson (1869-1879) - Otto Wilhelm Wulff (1880-1891) - Johan Fredrik Risling (1891-1901) - Carl Edvard Hultquist (1902-1926) - Sven Emanuel Håkansson (1927-1940) - Gunnar Sigurd Svenhagen (1941-1961) Svenhagen var kyrkoherde i Bäckebo församling 1962-1966 och parallellt med detta upprätthöll han kyrkoherdetjänsten i Kråksmåla. | - Hans Axel Sigvard Lindström (1964-1980) - Carl Arne Torsten Göransson (1980-1983) - Richard Grügiel-Adolfsson (1984-1990) |

### Anders Elfving
Anders Elfving tjänstgjorde från 1769 som adjunkt under Israel Matthias Starbeckius i Fagerhult och Kråksmåla. Hans predikan hade en pietistisk prägel och samlade folk över sockengränserna till en väckelserörelse. Prosten i Högsby klagade till domkapitlet, som trots församlingsbornas motstånd 1770 förflyttade Elfving till Ljungby utanför Kalmar. Rörelsen levde vidare i trakten och fram till 1775 åtalades 34 "Elfvingianer" i grannhäradet Uppvidinge enligt konventikelplakatet. 18 av dem blev dömda till böter om mellan 200 och 10 daler. Detta är det enda konventikelmålet från Småland.

## Galleri

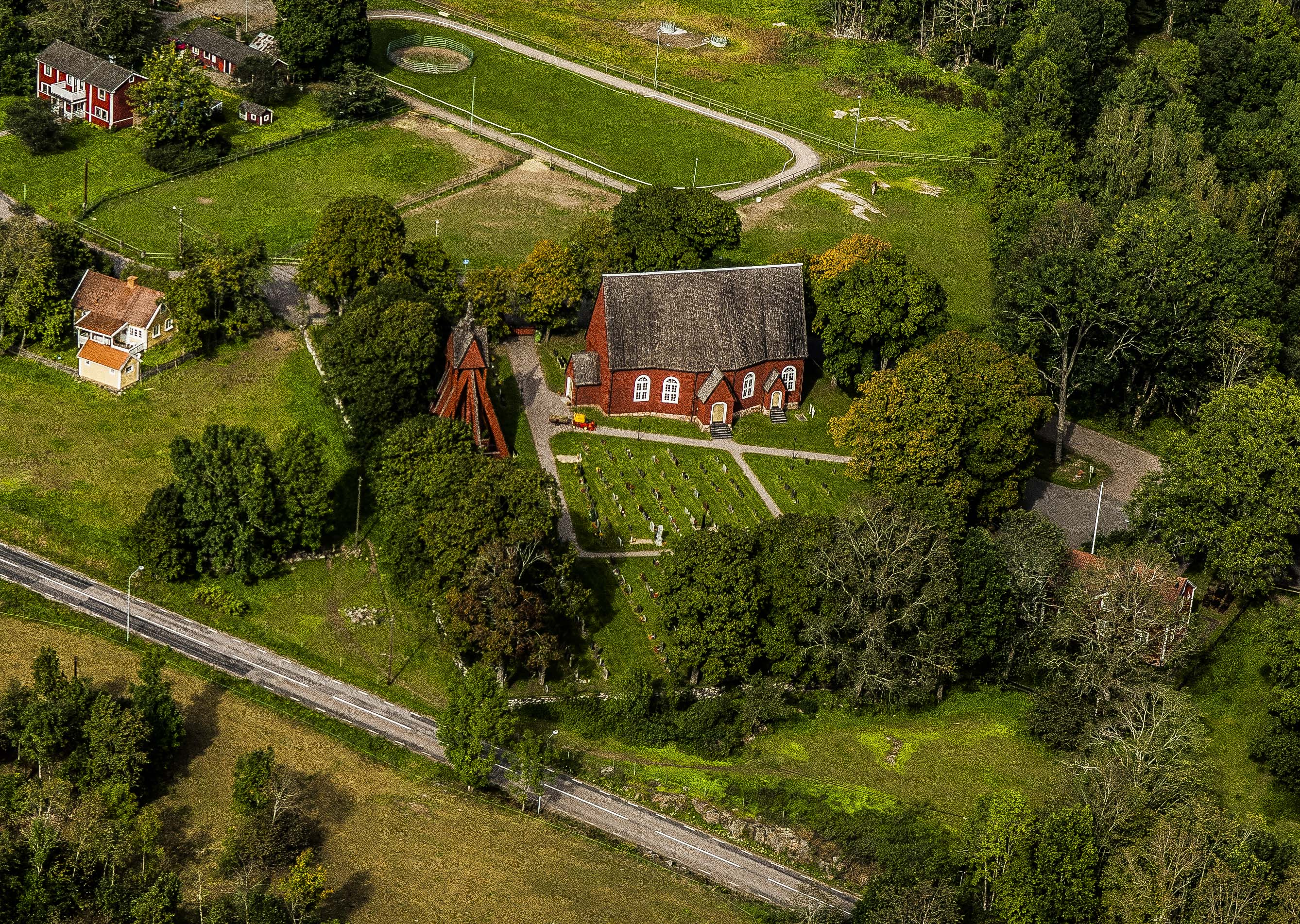
Kyrkan från ovan
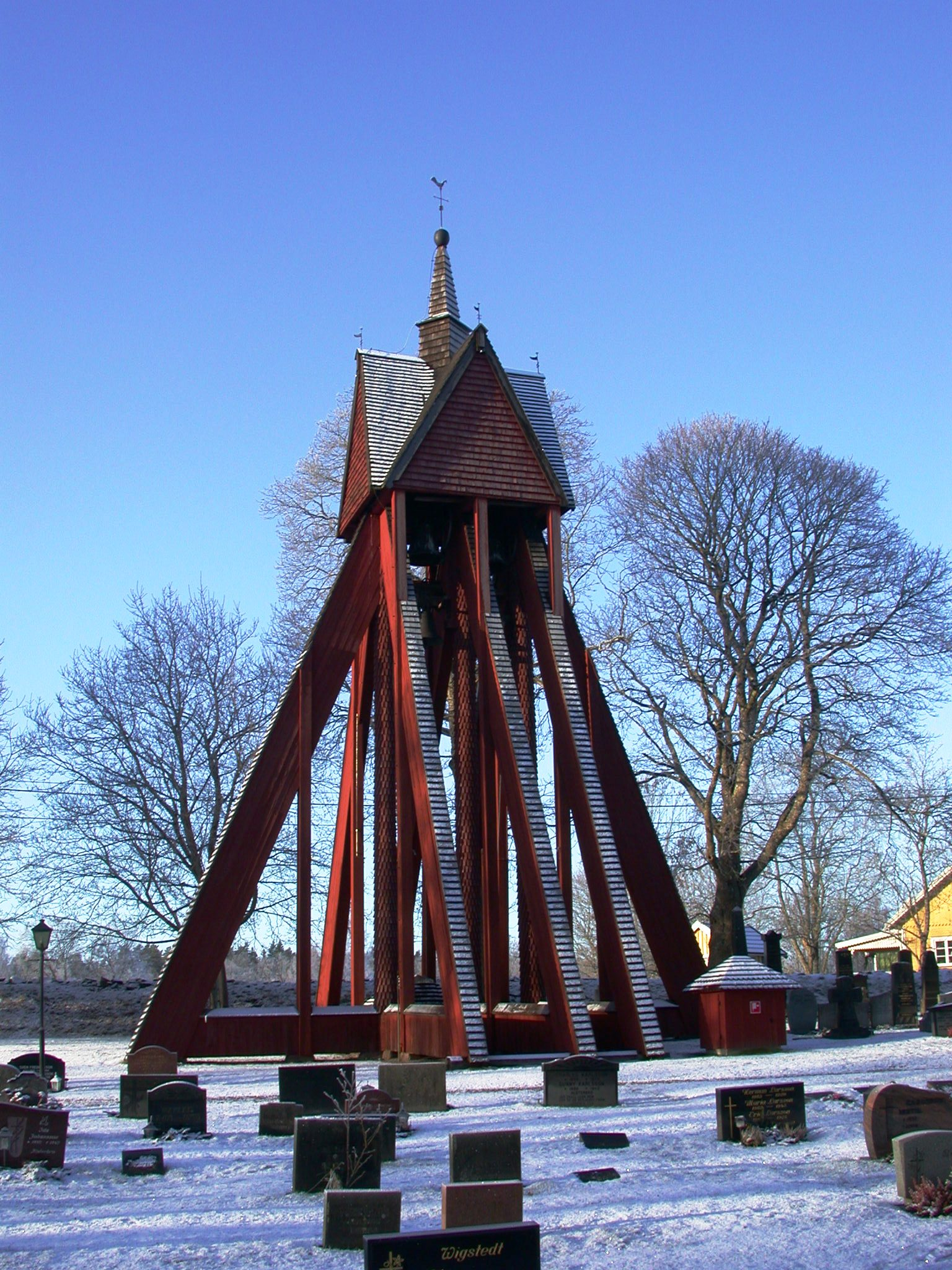
Klockstapeln
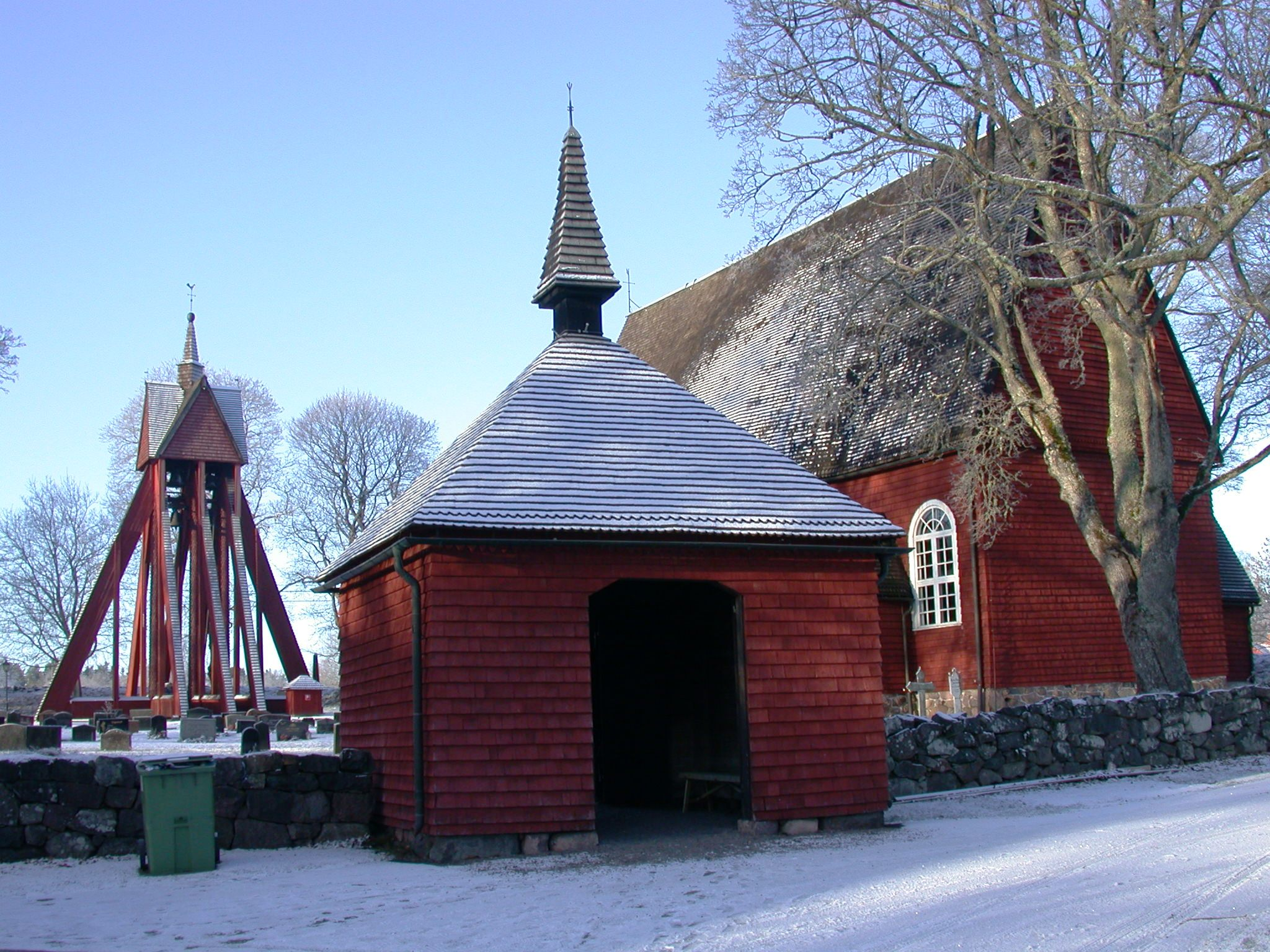
Stigluckan
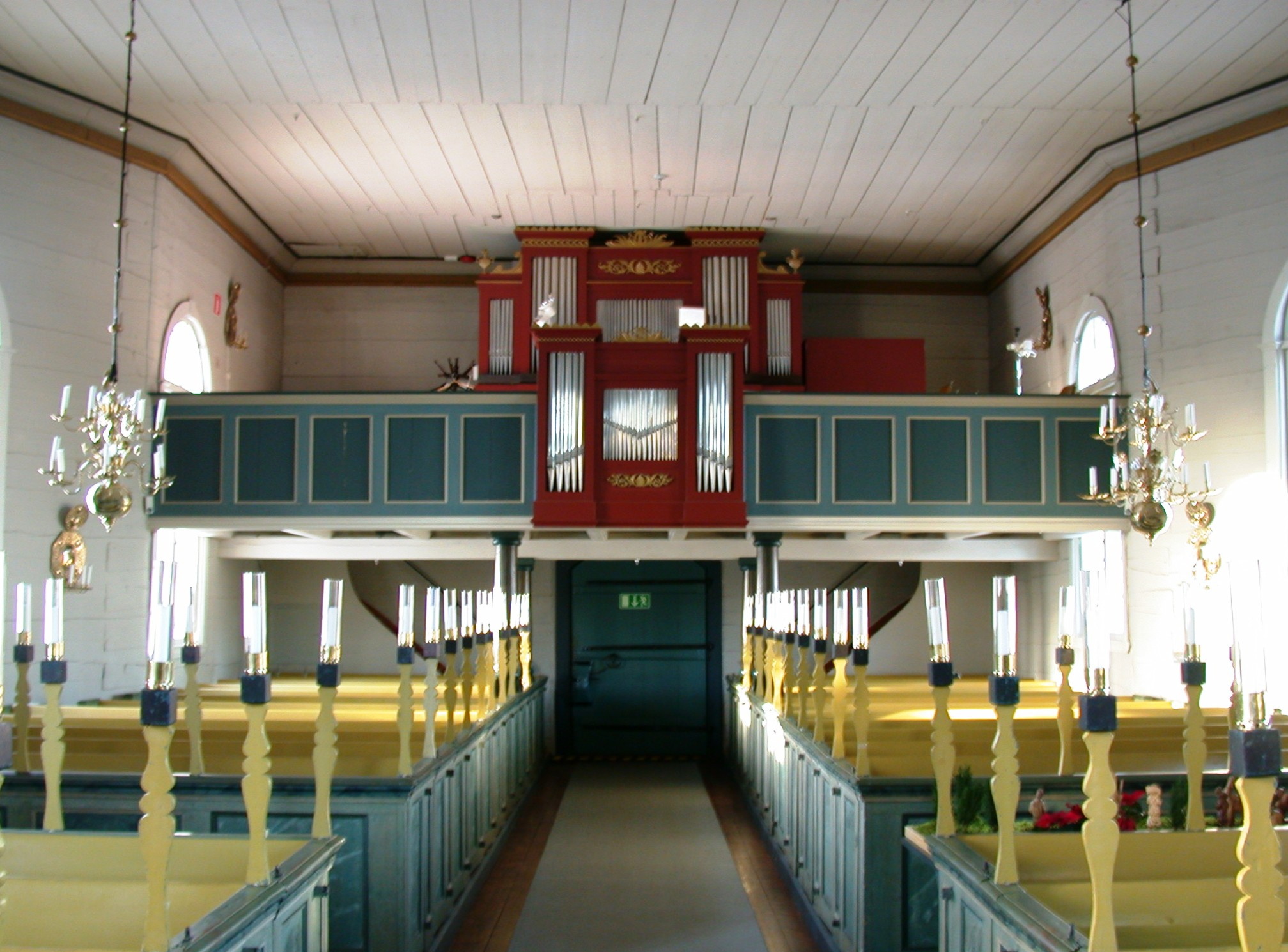
Läktaren med kyrkorgel
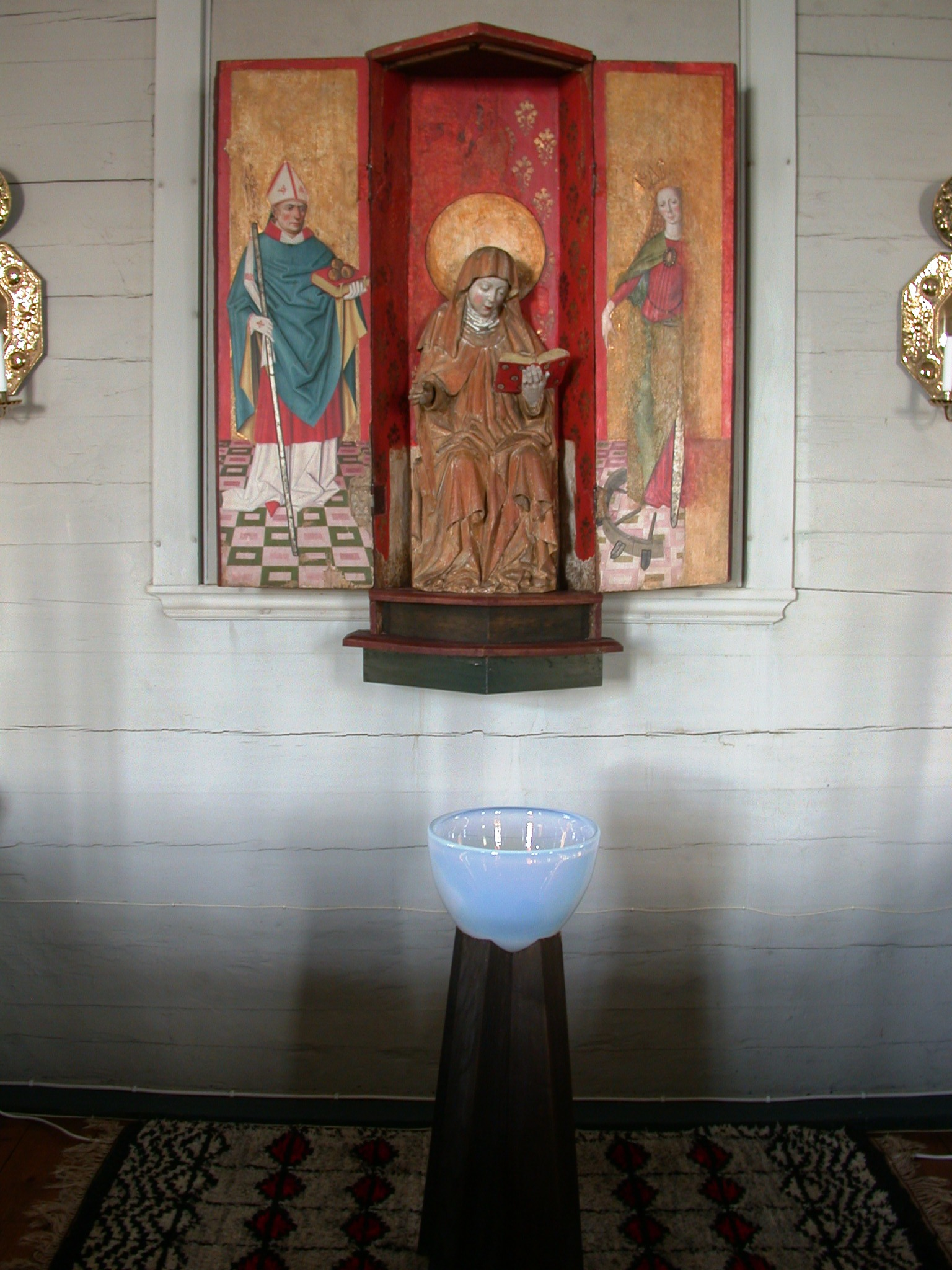
Dopskålen framför Birgittaskåpet
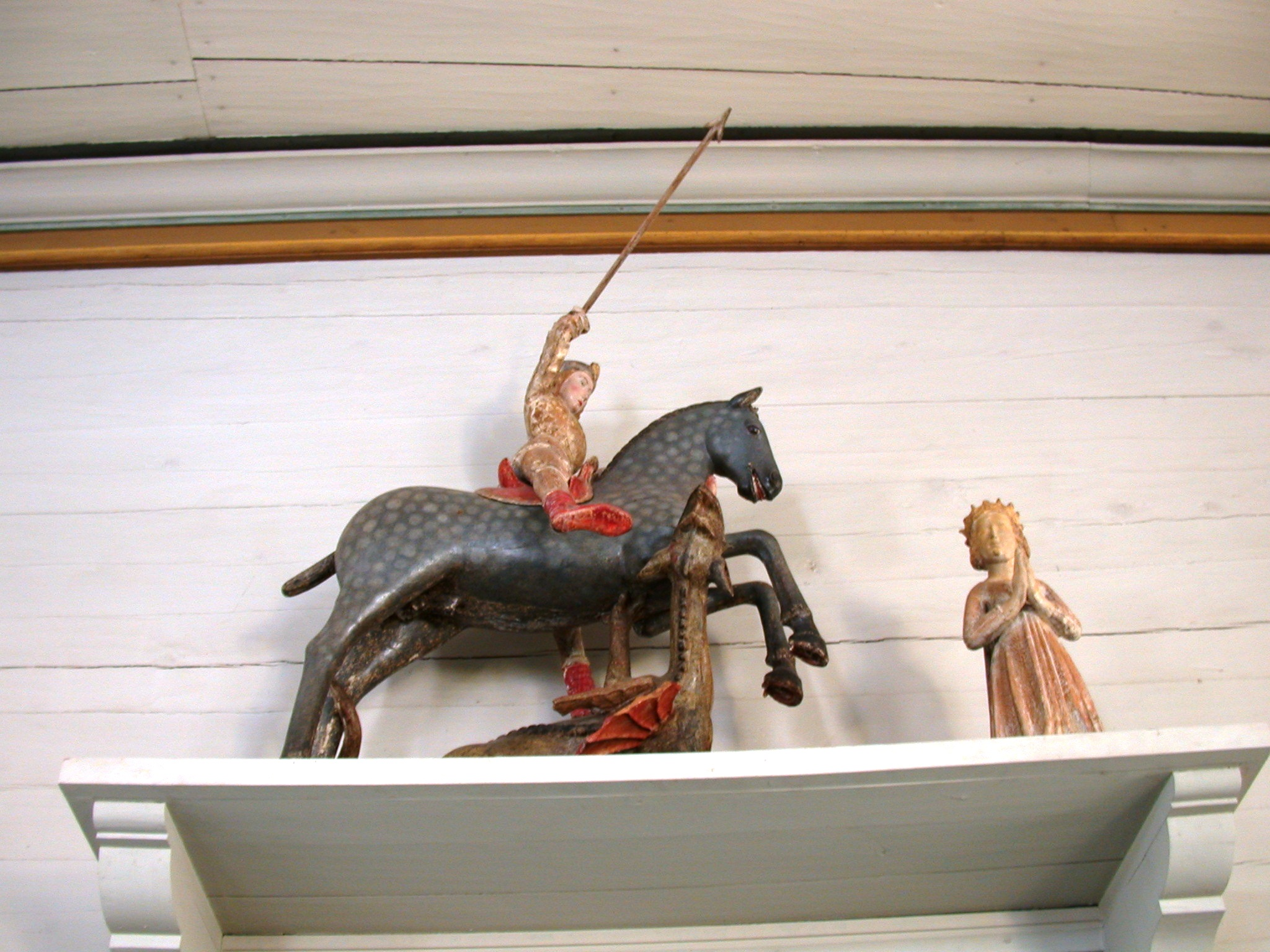
S:t Göran och draken